# Riddarfjärdslinjen

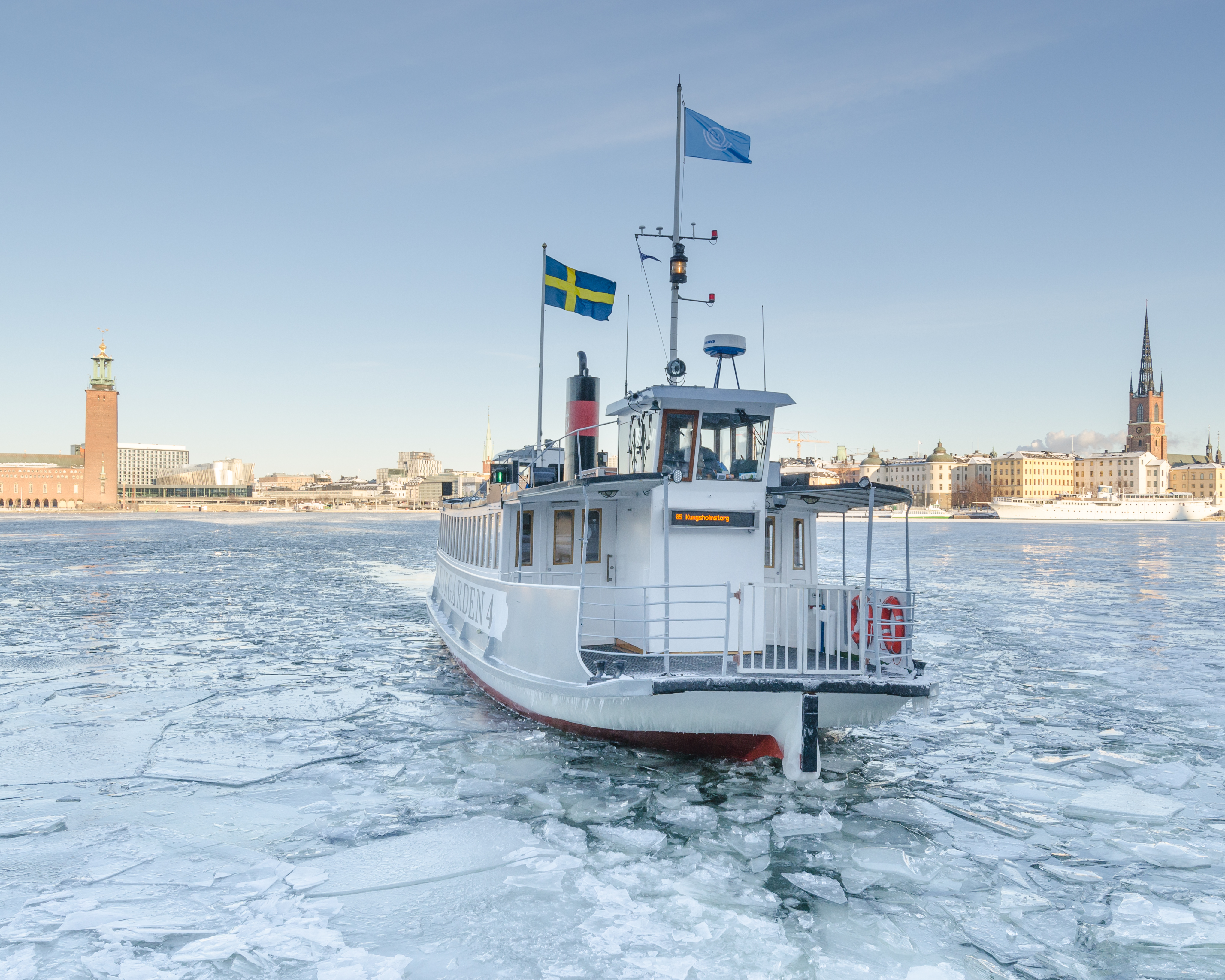
Djurgården 4 vid Söder Mälarstrand några dagar efter invigningen i januari 2016.

Riddarfjärdslinjen, även Linje 85, var en färjelinje över Riddarfjärden i Stockholm som band ihop Södermalm med Kungsholmen sjövägen. Färjan gick i en v-formad rutt från Klara Mälarstrand på Norrmalm till Kungsholmstorg på Kungsholmen via Söder Mälarstrand på Södermalm. Sista avgången trafikerades 31 december 2018, då linjen lades ned på grund av för få resenärer.

## Bakgrund och trafik
Riddarfjärdslinjen invigdes i januari 2016 för att erbjuda SL:s resenärer ett alternativ under tiden Slussen byggs om samt skapa ett alternativ för cyklister när järnvägsbroarna över Norrström och Söderström byggdes om. Restiden från Klara Mälarstrand till Söder Mälarstrand var 6 minuter medan hela turen tog cirka en kvart. Enligt den första tidtabellen gick båten från klockan 6 till strax före klockan 19 på vardagar, medan trafiken på helgerna startade klockan 9 och gick till strax före klockan 19.
Riddarfjärdslinjen ingick i Storstockholms Lokaltrafiks linjenät och resenärerna använde samma biljetter som i övrig trafik. Linjen var en av fyra färjelinjer i Stockholm som drivs av SL, de övriga var Ekerölinjen, Djurgårdsfärjan och Sjövägen. Linjen trafikerades av den tidigare Djurgårdsfärjan Djurgården 4 som är byggd 1897 och har rustats upp för att ge plats åt 100 passagerare, 30 cyklar, fem barnvagnar och fem rullstolar. Under 2018 trafikerade båten även Riddarholmen.

## Bilder

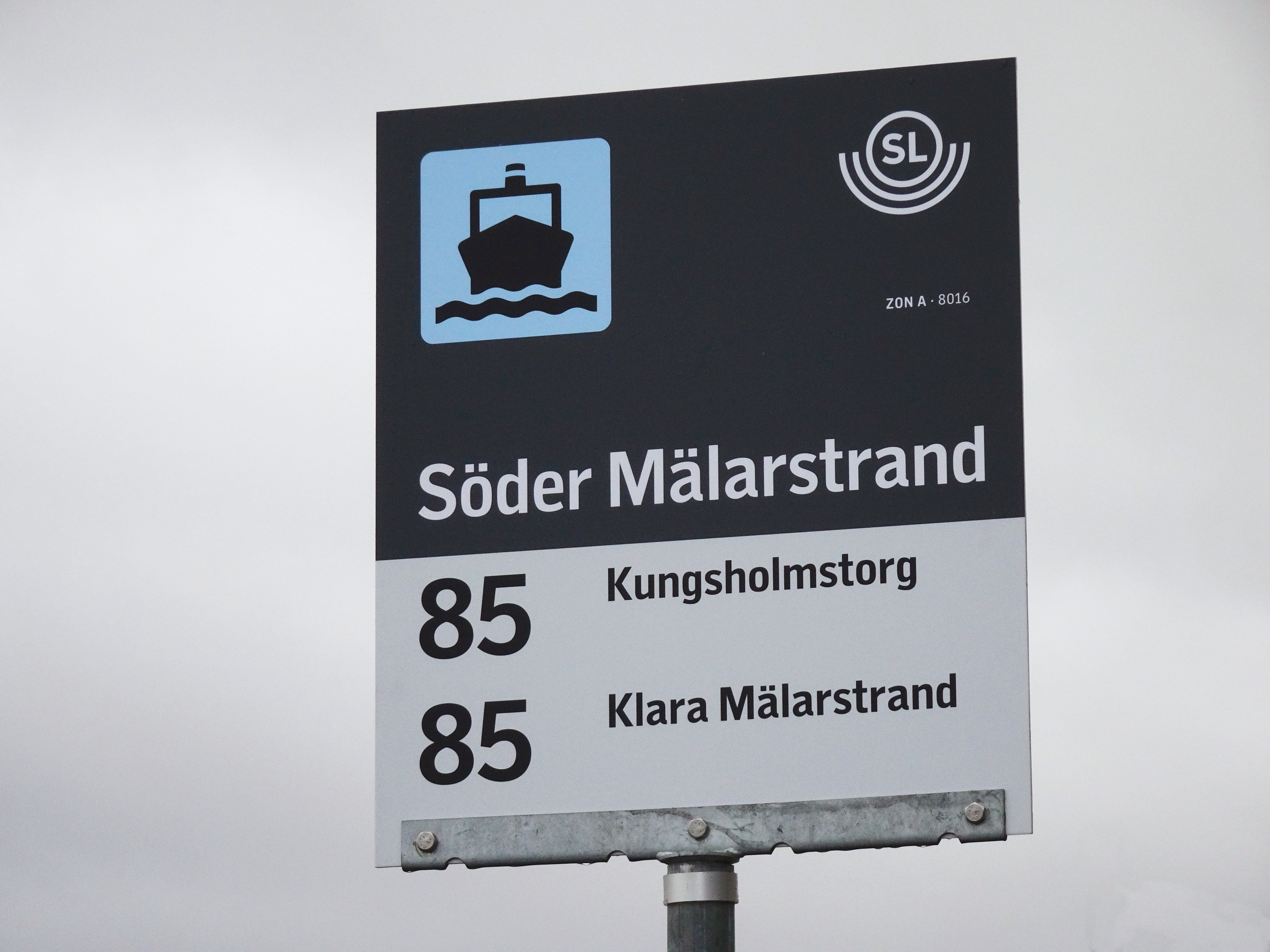
SL:s skylt vid hållplatsen Söder Mälarstrand.
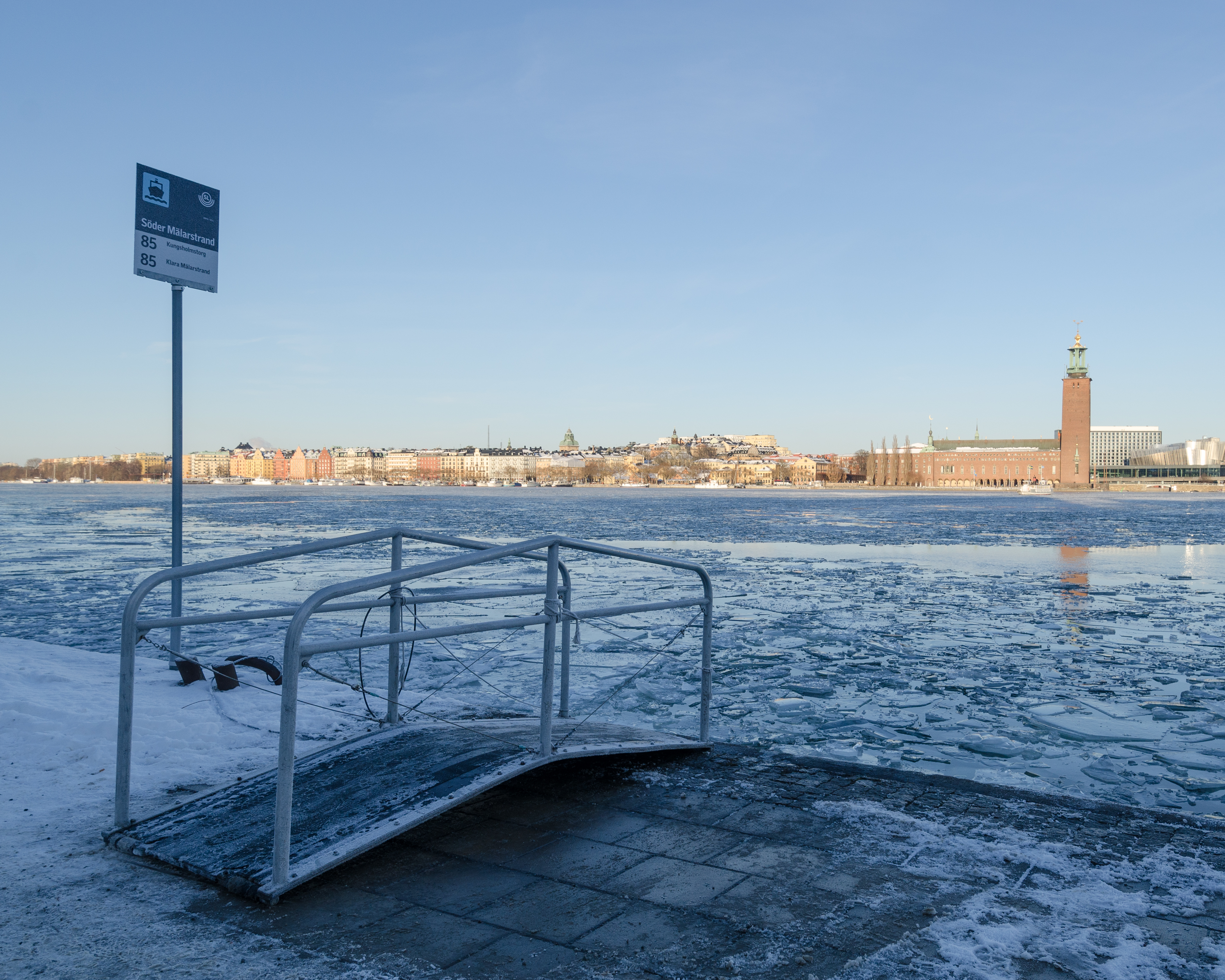
Hållplatsen Söder Mälarstrand.
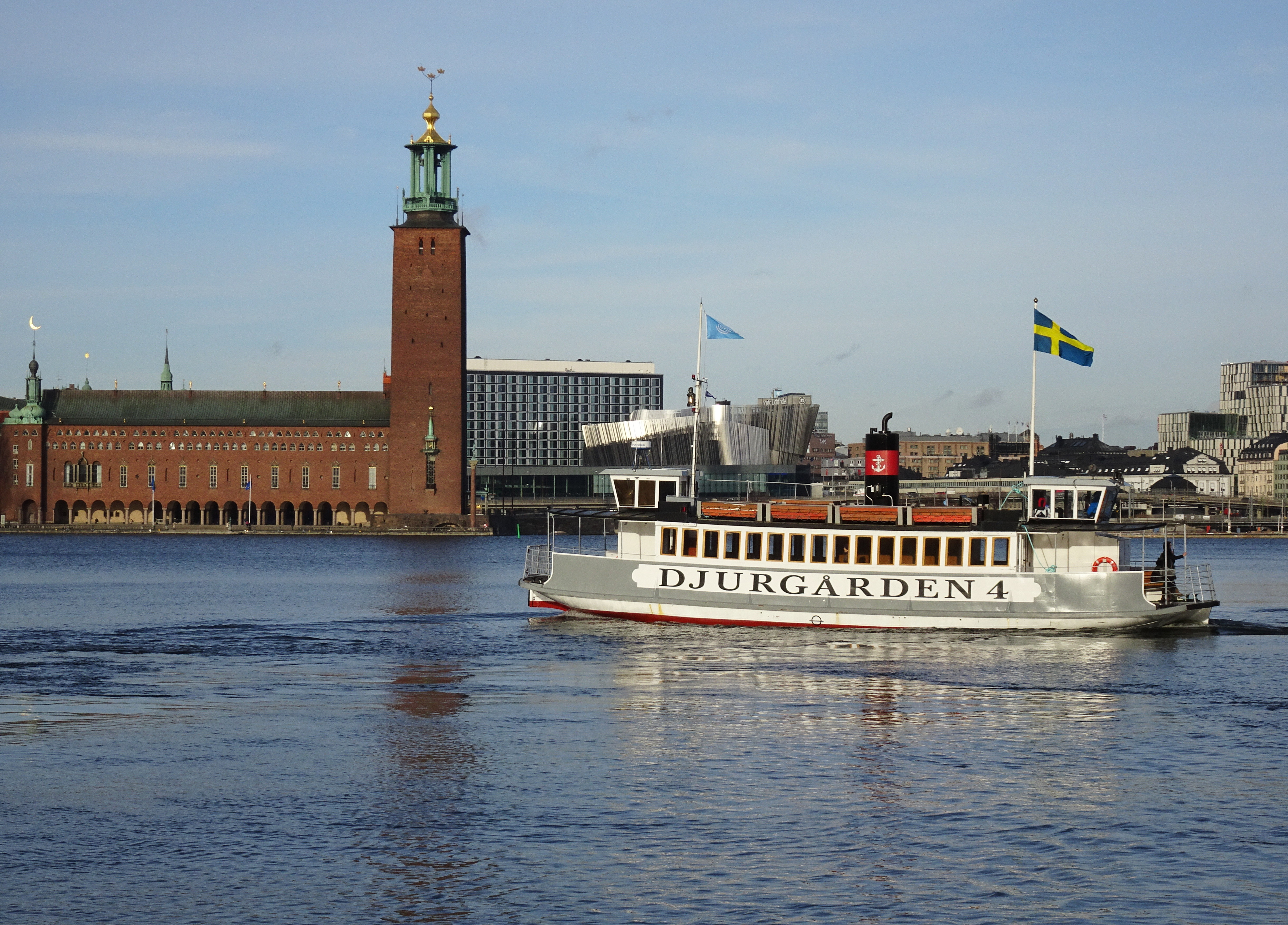
Djurgården 4 med Stockholms stadshus i bakgrunden.
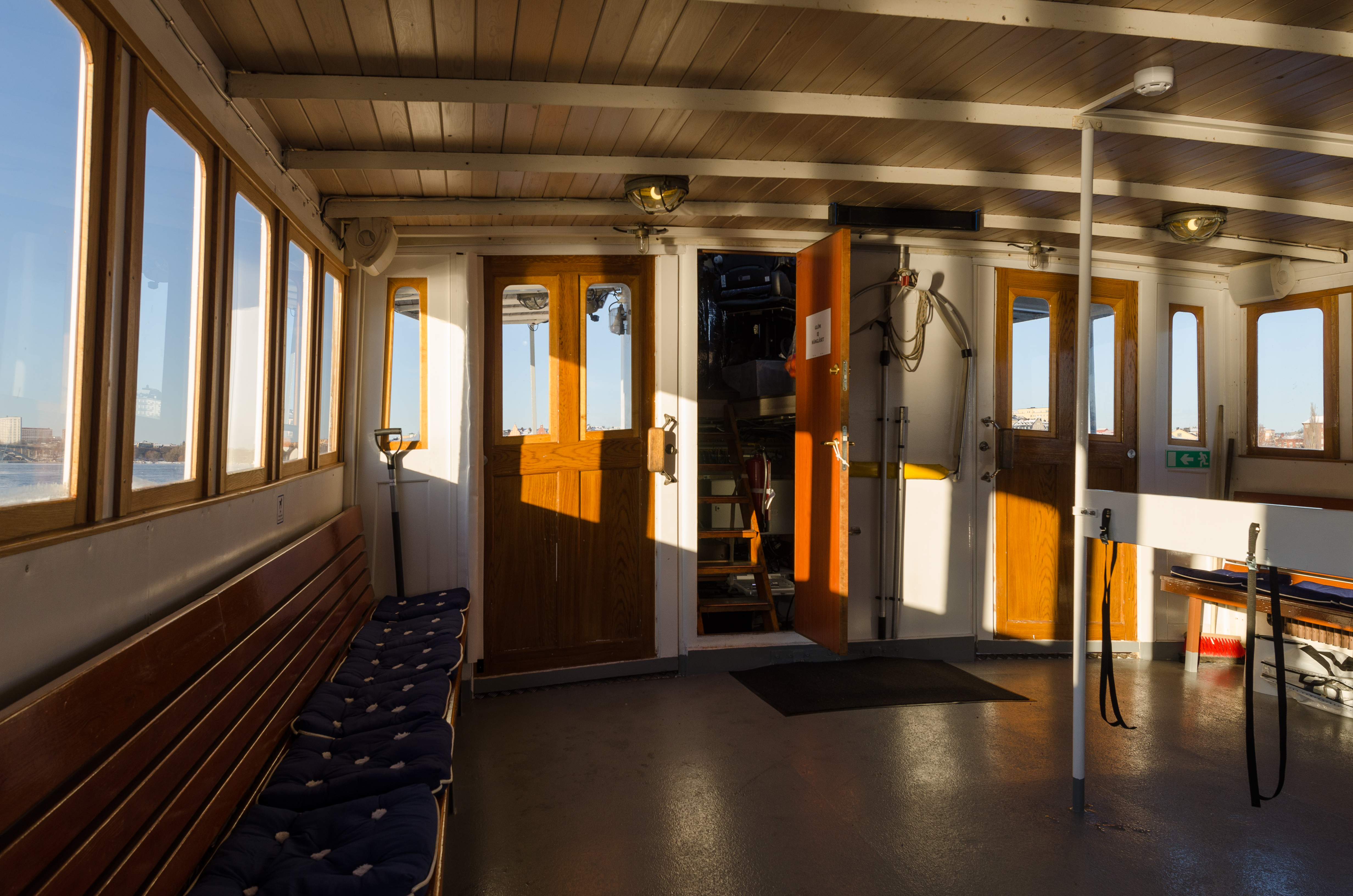
Interiör av Djurgården 4.
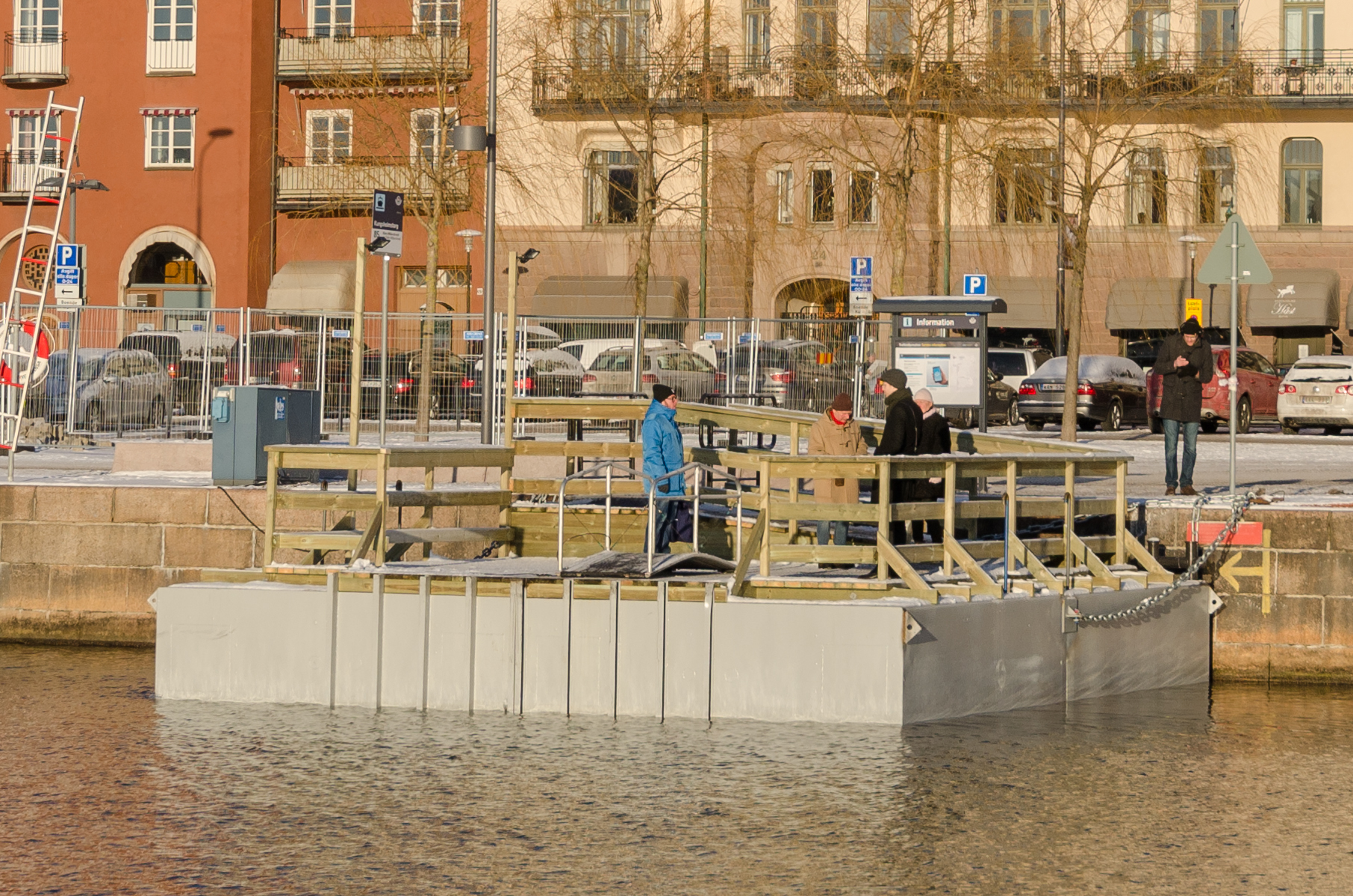
Hållplatsen Kungsholms torg.